# 48 Hour Film Project
Pour plus de détails, voir Fiche technique et Distribution.
Le 48 Hour Film Project (connu aussi sous l'abréviation 48HFP) est un concours au cours duquel les équipes de cinéastes participantes tirent un genre cinématographique au sort, se voient assigner un personnage, un objet et une ligne de dialogue, et ont 48 heures pour créer un court-métrage avec ces contraintes. Peu après leur fabrication, les films sont projetés dans un cinéma de la ville organisatrice.
Ce concours existe depuis 2001. Il a été créé par Mark Ruppert et est produit par Mark Ruppert et Liz Langston. La première année organisé à Washington, le concours s'est petit à petit étendu à d'autres villes des États-Unis, puis au reste du monde.
Le concours est présent en France depuis 2005 où il est organisé à Paris. Depuis, de nombreuses autres villes françaises se sont ajoutés au fil des années.
À partir de 2018, l'organisation de la version française du 48 Hour Film Project a été revue. Jusqu'en 2017, les différentes villes organisaient leur concours à différentes périodes de l'année (en septembre pour Paris, en octobre pour Lyon, etc.). Mais en 2018 pour la première fois toutes les villes participent au même moment au concours lors d'un seul et unique week-end en octobre.
En 2019, le 48 Hour Film Project France se déroule dans 10 Villes du 4 au 6 octobre 2019.

## Éléments imposés
L'un des principes mêmes du 48 Hour Film Project réside dans le fait que les participants ont des contraintes imposés pour la réalisation de leur film.
- Personnage imposé  Un nom et un prénom (masculin, avec une équivalence féminine) ainsi qu'un métier. Il n'est pas obligatoire qu'il s'agisse du personnage principal du film mais il doit être clairement identifiable par son nom et son prénom ainsi que par sa profession. Exemple de personnage imposé : Vincent ou Valérie Moreau, Professeur (Clermont-Ferrand en 2017).
- Accessoire imposé  Il s'agit d'un objet ou d'un élément qui doit être obligatoirement visible et identifié dans le film.  Exemple d'accessoire imposé : Une saucisse (Lyon en 2017).
- Ligne de dialogue imposée  La phrase doit être clairement entendue ou lue dans le film. La ligne de dialogue doit être en une seule phrase mot pour mot, elle ne doit pas être coupé ni subir d'ajout de mot en plein milieu.  Exemple de ligne de dialogue imposée : "On m'a fait une description assez précise." (Côte d'Azur en 2017).

## Genres
En plus des éléments imposés, qui sont communs à toutes les équipes participantes dans une même ville, chaque équipe tire au sort un genre imposé pour leur film. Contrairement aux éléments imposés, les équipes ont chacune des genres différents.
Depuis 2016, les équipes participantes tirent au sort deux genres simultanément, provenant de deux groupes différents. Une fois les deux genres tirés au sort, libre aux équipes de choisir leur genre favori pour réaliser leur film.
Liste des genres proposés :

### Groupe 1
- Comédie
- Comédie noire
- Drame
- Fantastique
- Film de femme
- Action/Aventure
- Film muet
- Horreur
- Road movie
- Film d'amour
- Science-fiction
- Super-héros
- Thriller/Suspens
- Voyage dans le temps
- Western

### Groupe 2
- Disaster Film
- Film musical
- Film noir
- Film de famille
- Film de sport
- Film d'art-martiaux
- Film historique
- Fish Out Of Water
- Generation Gap
- School Drama
- Mystère
- Passage à l'âge adulte
- Espionage
- Film de vacances

À noter que certains genre peuvent ne pas être présents dans certaines villes.

## Villes françaises du 48HFP
Sauf indication contraire, toutes les villes listées ici ont participé chaque année depuis leur introduction.

### Villes participantes
Dans l'ordre chronologique de leur première participation :
- Paris (depuis 2005)
- Nantes (depuis 2010)
- Lyon (depuis 2012)
- Montpellier (depuis 2014)
- Tours (depuis 2014)
- Toulouse (depuis 2015)
- Marseille (depuis 2019)
- La Réunion (depuis 2022)
- Nouvelle-Aquitaine (depuis 2021)

### Villes ne participant plus
Voici, en 2019, les villes ne recevant plus le 48 Hour Film Project :
- Dijon (première participation en 2011, dernière participation en 2017). De retour en 2019 en tant que Ville Relais.
- Aquitaine (première participation en 2016, dernière participation en 2017).

- Rennes (première participation en 2016, dernière participation en 2017)
- Clermont-Ferrand (première participation en 2015, dernière participation en 2018)
- Brest (première participation en 2016, dernière participation en 2018)
- Côte d'Azur (première participation en 2015, dernière participation en 2018)

- Nancy (première participation en 2015, dernière participation en 2018)
- Le Havre (unique participation en 2018). Le Havre devient une Ville Relais dès l'édition 2019.

### Nouveauté 2019: lesVilles Relais
Dès 2019, une nouveauté s'ajoute à l'organisation française des 48HFP : la création de Ville Relais. Le principe est simple : le Kick-Off et le Drop-Off du concours se passe dans cette ville mais la diffusion des films réalisés et la remise des prix se déroulent dans la grande ville à laquelle la Ville Relais est rattachée. La création de ces Villes Relais intervient pour pallier des problèmes financiers : l'organisation du concours représentant un coût financier considérable lorsque le nombre de participants dans une ville est faible.
Voici la liste des Villes Relais :
- Le Havre (depuis 2019) - Ville Relais de Paris ;
- Dijon (depuis 2019) - Ville Relais de Lyon ;
- Clermont Ferrand (depuis 2019) - Ville Relais de Lyon ;
- La Baule (depuis 2019) - Ville Relais de Nantes.

## Finale
Depuis 2003, le festival Filmapalooza a été créé comme une finale des 48 Hour Film Project. Dans chaque ville participante, une équipe est choisie comme gagnante. Chaque année, le film gagnant de chaque ville est soumis à un jury qui détermine le vainqueur de l'année.

## Prix

### Prix "classiques"
Sont remis, lors des soirées de remises des prix, pas moins de 14 prix différents :
- Grand Prix, aussi nommé Prix du meilleur film
- Prix du meilleur acteur
- Prix de la meilleure actrice
- Prix du/de la meilleur(e) réalisateur/trice
- Prix du meilleur scénario
- Prix de la meilleure image
- Prix du meilleur montage
- Prix de la meilleure musique
- Prix du meilleur son
- Prix des Meilleurs effets spéciaux
- Prix de la meilleure utilisation du personnage imposé
- Prix de la meilleure utilisation de l'objet imposé
- Prix de la meilleure utilisation de la ligne de dialogue imposée
- Prix des écoles (nouveauté 2019, prix destiné aux étudiants en audiovisuel, cinéma...)

### Prix supplémentaires
Selon les villes participantes, d'autres prix peuvent être remis, en plus de la liste de prix officielle :
- Prix du second meilleur film
- Prix du public : remis par les membres du public présent lors de la projection des films, qui votent pour leur film favori.
- Prix spécial du partenaire local : ce prix est remis par l'un des partenaires de l'édition local. En général le prix porte le nom du partenaire en question.
- Prix spécial du meilleur générique : ce prix a notamment été remis lors de l'édition de Bruxelles en 2017.

## 2020: Le 48HFP Stuck At Home
En mars 2020, en raison de la crise du Coronavirus COVID-19, les producteurs des 48H Film Project de chaque pays ont décidé de créer une édition commune inédite : Le 48H Film Projet Stuck At Home (pour Projet cinématographique 48H coincé à la maison). La création de cette édition spéciale est faite pour accompagner tous les créateurs chez eux pendant le confinement total qui a été mis en place dans la plupart des pays pour stopper la propagation du virus COVID-19. 
La participation au concours est entièrement gratuite, se fait entièrement via internet. La compétition se différencie aussi de sa grande sœur de par le fait qu'il n'y a ni remise de prix, ni grand prix, elle a pour seul but de divertir et accompagner les créateurs.
Autre spécificité : la compétition prend la forme de trois 48HFP en un : trois week-ends d'affilée, les participants recevront le vendredi à 19h un mail comportant le thème imposé du week-end.
Le 48HFP Stuck At Home aura lieu les week-end du 27-29 mars, 03-05 avril et 17-19 avril 2020.

## Autres déclinaisons du 48HFP
Au fil des années, l'organisation du 48 Hour Film Project ont mis en place dans certaines villes du monde des déclinaisons de son concours de création. Il s'agit pour la plupart de dérivés du concours original avec pour unique différence des genres orientés vers un seul et même thème.
À noter que sont listés ici uniquement les déclinaisons existant encore lors de la saison 2018.
- 48 Hour Film Horror Project : tous les genres sont orientés sur le thème de l'horreur.
- 48 Hour Film Science Fiction Project : tous les genres sont orientés sur le thème de la science-fiction.
- 48 Hour Film Science Fiction Horror Project (Uniquement à Washington) : genres orientés sur les thèmes de la science-fiction et de l'horreur.
- 48 Hour Film CineKid Project (Uniquement à Amsterdam) : les films réalisés au cours du concours doivent être des films pour enfants, dans le but d'une diffusion au festival néerlandais CineKid, le plus grand festival de film pour enfants.
- 48 Hour Film Comedy Project (Uniquement à Los Angeles) : tous les genres sont orientés sur le thème de la comédie.
- 48 Hour Film Pink Project (à Amsterdam) OU 48 Hour Film OUT Project (à Salt Lake City) : Variante du concours célébrant les films mettant en avant la communauté LGBT+.
- 48 Hour Film 360/VR Project (Uniquement aux Pays-Bas) : Sur les mêmes règles et contraintes que le 48HFP, les participations doivent réaliser un film en réalité virtuelle.

### Déclinaison particulière: leFour Points Film Project
Depuis 2015, l'organisation du 48 Hour Film Project un nouveau concours dérivé : le Four Points Film Project. Son principe est claire : contrairement aux 48HFP se déroulant dans des villes-hôtes, le Four Point Film Project n'en a pas : tout le monde est libre de participer au concours peu importe où il habite. Il est donc possible de participer au concours depuis les quatre coins du monde, d'où le nom du concours.
Pour rendre cette participation sans frontière, tout se fait par internet. Les équipes participant reçoivent, sur le même modèle des 48HFP, à 19H le Vendredi un mail avec les éléments imposés ainsi que deux genres imposés. Contrairement au 48HFP, les équipes ont cette fois 77 heures pour réaliser leur film. Ils ont ainsi jusqu'au Lundi inclus pour envoyer leur film, au lieu du Dimanche pour la compétition classique.